# Sobór Świętego Michała Archanioła w Belgradzie

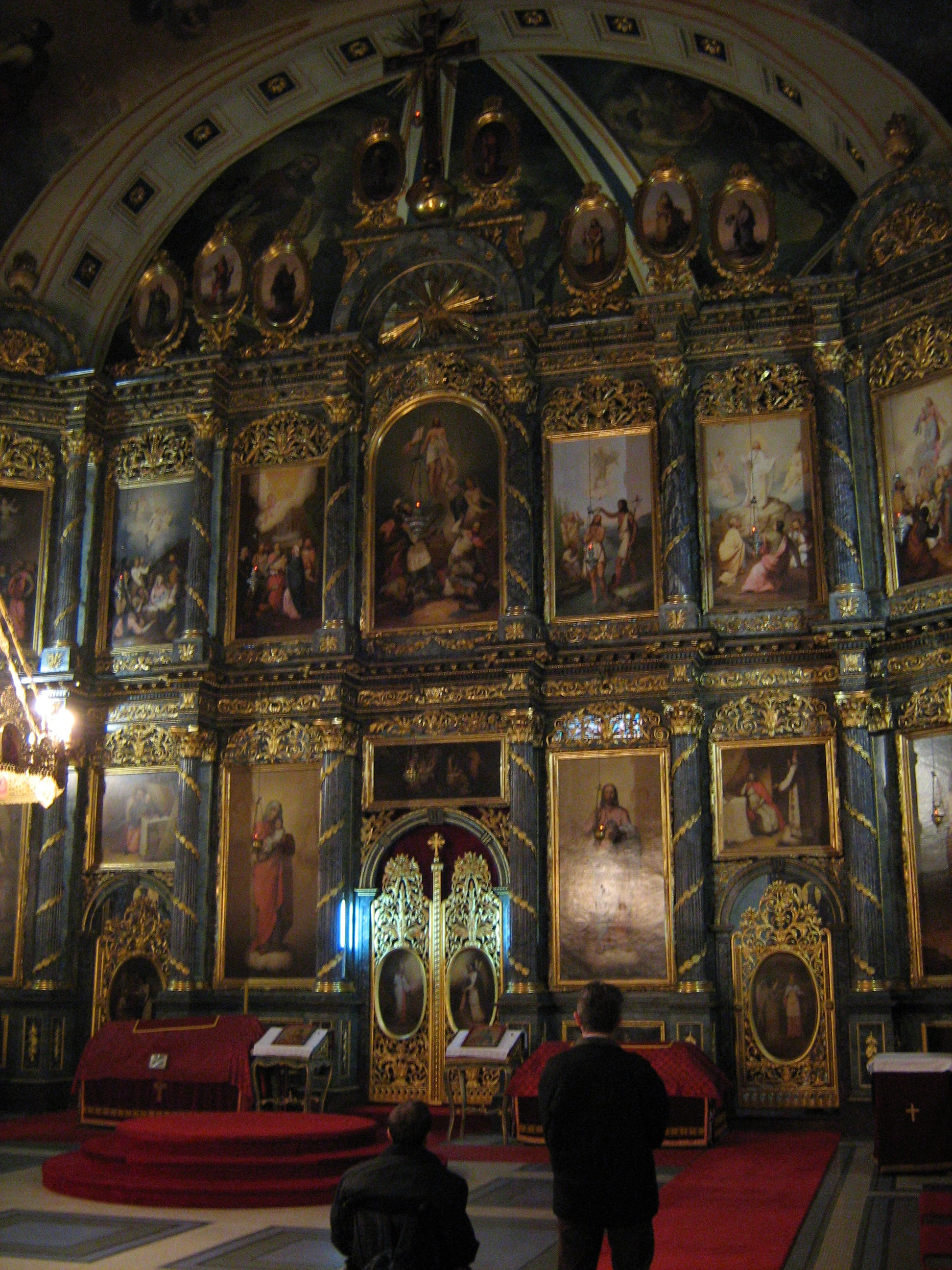
Ikonostas

Sobór Świętego Michała Archanioła (serb. Саборна Црква Св. Архангела Михаила) – główna świątynia Serbskiej Cerkwi Prawosławnej znajdująca się w Belgradzie, stolicy Serbii. 
Została zbudowana w latach 1837–1840 w stylu neobarokowym, według projektu Adama Fridriha Kverfelda, architekta z Pančeva, za panowania księcia Miłosza Obrenowicia. Wnętrze cerkwi jest bogato zdobione.